# Haltschyn (Berdytschiw, Andruschiwka)
Haltschyn (ukrainisch Гальчин; russisch Гальчин Galtschin) ist ein Dorf im Süden der ukrainischen Oblast Schytomyr mit etwa 2200 Einwohnern (2023).

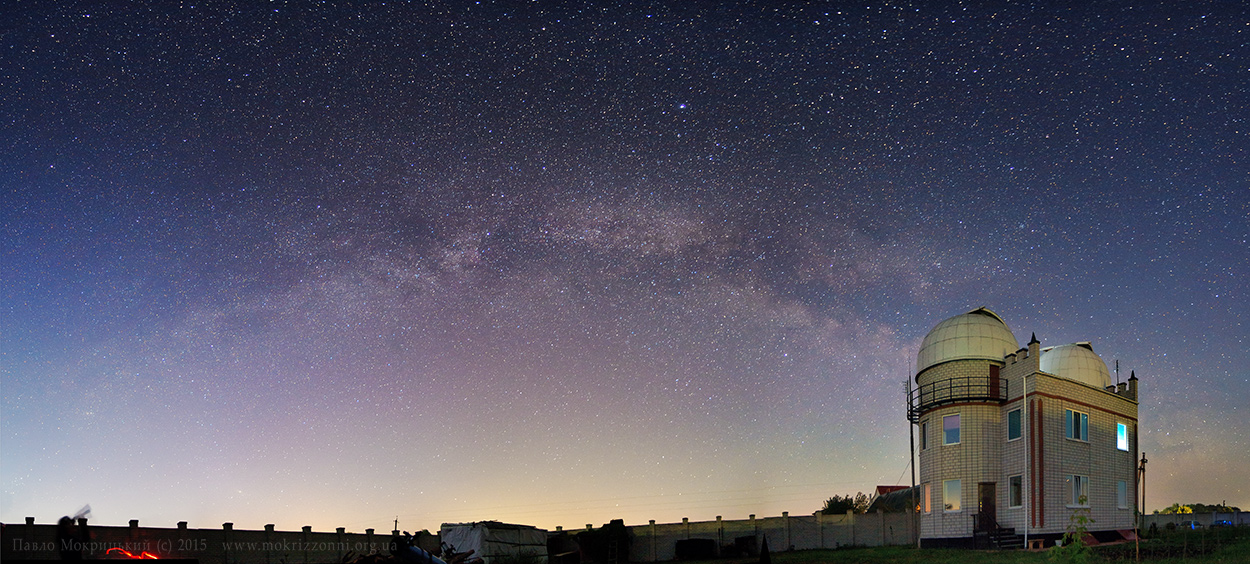
Das Observatorium Andruschiwka in Haltschyn (2015)

Das erstmals 1683 schriftlich erwähnte Dorf liegt an der Mündung der 33 km langen Pustocha (Пустоха) in die Hujwa (Гуйва), einen 97 km langen Nebenfluss des Teteriw. Es grenzt im Nordosten an das ehemalige Rajonzentrum Andruschiwka und das Oblastzentrum Schytomyr liegt 45 km nordwestlich vom Dorf.
Am 12. Juni 2020 wurde das Dorf ein Teil der neugegründeten Stadtgemeinde Andruschiwka, bis dahin bildete es die gleichnamige Landratsgemeinde Haltschyn (Гальчинська сільська рада/Haltschynska silska rada) im Zentrum des Rajons Andruschiwka.
Am 17. Juli 2020 kam es im Zuge einer großen Rajonsreform zum Anschluss des Rajonsgebietes an den Rajon Berdytschiw.
In Haltschyn nahm 2001 das Astronomische Observatorium Andruschiwka „Juli Morgen“ seine Arbeit auf. Ein vom Observatorium 2007 entdeckter Asteroid wurde zu Ehren des Dorfes (161962) Galchyn benannt.